# Hollidaykors

En schematisk illustration av ett Hollidaykors

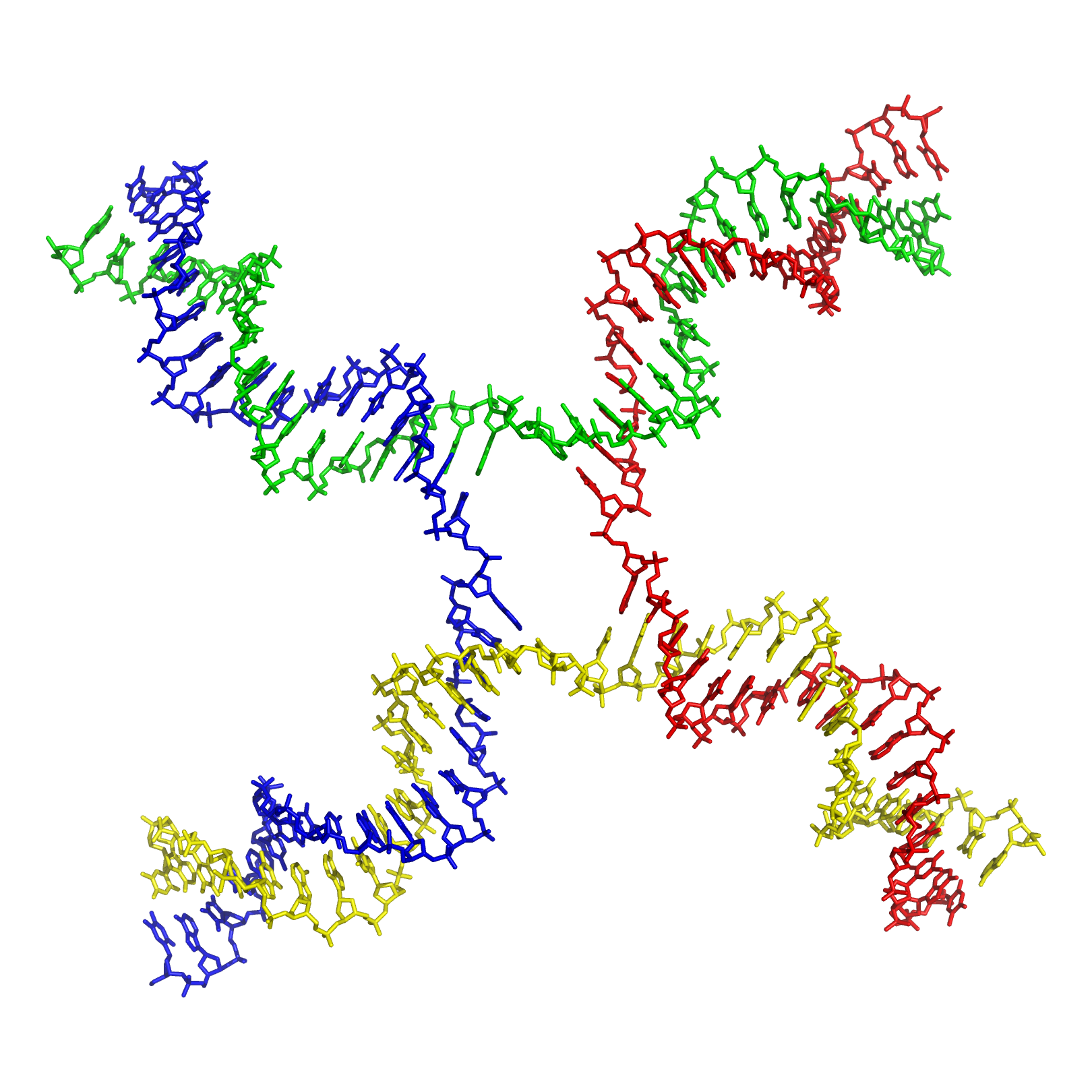
Ett Hollidaykors molekylära struktur, utifrån data från Protein Data Bank

Ett hollidaykors är en rörlig sammanfogning av fyra DNA-strängar. Strukturen är namngiven efter forskaren Robin Holliday som föreslog strukturen 1964 för att förklara mekanismen bakom utbyte av genetiskt material i jäst känd som homolog rekombination. Hollidaykors är strukturer som är mycket väl bevarade mellan arter, från prokaryoter till däggdjur.
Eftersom hollidaykors är sammanfogningar av homologa sekvenser, kan korsen förflyttas upp och ner längs DNA-strängarna. Hos bakterier sker denna förflyttning, även kallad grenpunktsförflyttning, med RuvABC-komplexet eller RecG-proteinet. Korset måste sedan upplösas och återställa två linjära dubbelsträngar. Detta sker antingen genom en så kallad horisontell eller vertikal klyvning. Beroende på vilken klyvning som löser upp korset kommer det ge upphov till en rekombination som antingen är "patch" eller "splice".